# Helvetische Gesellschaft
Die Helvetische Gesellschaft war eine überkonfessionelle schweizerische Vereinigung aufklärerisch und überkantonal-eidgenössisch gesinnter Personen in der zweiten Hälfte des 18. und der ersten Hälfte des 19. Jahrhunderts.

## Geschichte
Seit dem Westfälischen Frieden 1648 bestand die Eidgenossenschaft der alten Orte als faktisch staatlich unabhängiges Gebilde. Es entwickelten sich innerhalb dieser «altertümlichen Gliederung» feudalistische Privilegien, die zunehmend im Gegensatz zur geistigen Entwicklung der Zeit der Aufklärung standen. Die geistige Entwicklung wurde unter anderem von den Moralischen Wochenschriften beeinflusst. 1758 gab Isaak Iselin den Text Patriotische Träume eines Eydgenossen, von einem Mittel, die Eydgenossenschaft wieder zu verjüngen von Franz Urs von Balthasar heraus. Er wollte den Bund aus der «politischen und institutionellen Stagnation» heraus in eine aufgeklärtere Denkweise führen. Unter anderem forderte er eine staatliche Bildung anstelle der kirchlich dominierten Ausbildung. Anlässlich der 300-Jahr-Feier der Universität Basel traf sich Iselin mit Freunden aus Zürich, darunter Salomon Gessner und Salomon Hirzel, welche eine Zusammenkunft beschlossen.
Die Helvetische Gesellschaft wurde 1761 in Schinznach-Bad, im Bade- und Kurort Bad Schinznach vom Kreis um Iselin, Hans Caspar Hirzel, Joseph Anton Felix von Balthasar, Daniel von Fellenberg und Joseph Anton Siegmund von Beroldingen angestossen. Weitere Mitglieder waren Johann Georg Zimmermann, Johann Rudolf Tschiffeli, Werner de Lachenal, Wernhard Huber, Vincenz Bernhard Tscharner und Niklaus Emanuel Tscharner, Johann Rudolf Ulrich. Von ausländischer Seite gesellten sich Prinz Ludwig Eugen von Württemberg, Johann Georg Schlosser und Gottlieb Konrad Pfeffel dazu. Es waren fortschrittliche Männer aus dem gebildeten Bürgertum und der Aristokratie, die die Mängel des ausgehenden Ancien Régime empfanden. Im Jahr 1762 kam ein klares Programm zustande und es etablierte sich der Name Helvetische Gesellschaft.
In der Helvetischen Gesellschaft, dessen erster Präsident Johann Kaspar Hirzel wurde, fand das neue nationale Selbstbewusstsein sein Zentrum. In der bedeutendsten gesamtschweizerischen Vereinigung wurden im Geist der Zeit (Sozietätsbewegung) eine alle Grenzen überschreitende Freundschaft, die Entfaltung eines Nationalgefühls und der eidgenössische Zusammenhalt gepflegt. Die republikanischen Tugenden sollten zur Freiheit, Gleichheit «über die konfessionelle Spaltung hinweg» (religiöse Toleranz) weiterentwickelt werden. Die geistige und sittliche Erziehung des Einzelnen und die wirtschaftlichen Existenzgrundlagen sollten verbessert werden. Hier entstand die Idee einer die Trennung von Konfessionen und Kanton überschreitenden Idee der Schweiz. Wichtig war die Anwesenheit nicht nur reformierter Teilnehmer, was mit der Anwesenheit der Brüder von Beroldingen, zwei Urner Domherren, gegeben war.
Diskutiert wurden Themen bis hin zu einer nationalen Akademie oder einer Staatseliteschule, stattdessen einigte man ich 1766 auf das „bescheidenere Ziel, einen vaterländisch-freundschaftlichen Umagang mit einander im Geiste von Toleranz, Freiheitlichkeit und Humanität zu pflegen“, so Roberto Bernhard. Weiter schrieb Bernhard, dass das eigentlich unverbindlich Klingende diese Zusammenkünfte als Sammelbecken aller Reformbestrebungen dennoch von grossem Einfluss war, dies, auch ohne eigene Werke zu schaffen. Die zunehmende Mitgliederzahl in allen Kantonen und über konfessionelle und Sprachgrenzen hinweg sorgte für Impulse in der Heeresreform wie auch bei der Aufwertung des Bildungs-, Erziehungs- und Forschungswesens.
Die Treffen ruhten ab 1798 und wurden nach dem Ende der französischen Besatzung 1807 wieder aufgenommen. Ab zirka 1830 verzichtete die Gesellschaft auf ihre Überparteilichkeit und stand auf Seiten der Radikalliberalen Regeneration.
Die Helvetische Gesellschaft wurde 1858 nach Erreichen ihrer Ziele aufgelöst.
An die Ideale der Helvetischen Gesellschaft knüpft die Neue Helvetische Gesellschaft an, die 1914 kurz vor dem Ausbruch des Ersten Weltkrieges gegründet wurde, um die damals stark gefährdete Einigkeit zwischen deutsch- und französischsprachigen Schweizern zu stärken.
Nicht zu verwechseln ist die Helvetische Gesellschaft mit der 1727 durch Johann Jacob Bodmer vorübergehend ins Leben gerufenen Helvetischen Gesellschaft zur Pflege heimatlicher, zürcherischer und Schweizer Geschichte.

## Weitere Mitglieder
- Josef Hermenegild Arregger von Wildensteg
- Johann Heinrich Fischer
- Abraham Emanuel Fröhlich
- Alois Fuchs
- Karl Stephan Glutz-Ruchti (1767 Präsident)
- Jost Bernhard Häfliger (Sekretär 1810–1819)
- Cosmus Heer
- Felix Helbling
- Franz Jakob Hermann
- Josef Felix Ineichen
- Kaspar Koch
- Jeremias Lorza
- Johann Rudolf Meyer (1792 Präsident)
- Joseph Rudolf Valentin Meyer
- Franz Bernhard Meyer von Schauensee (Präsident 1796)
- Johann Melchior Mohr
- Peter Ochs
- Johann Heinrich Pestalozzi
- Alphons Pfyffer
- Martin Planta
- Albrecht Rengger
- Vinzenz Rüttimann
- Johann Heinrich Schinz
- Johann Melchior Schuler (Sekretär)
- Franz Joseph Stalder (zeitweise Präsident)
- Philipp Albert Stapfer
- Johann Georg Stokar
- Ulysses von Salis-Marschlins
- Alois Vock (Präsident 1826)
- Jakob Sigmund Wildermeth
- Marquard Wocher
- Heinrich Zschokke (Präsident)